# بوينتيس فيجاس
بوينتيس فيجاس (بالإنجليزية: Puentes Viejas)‏ هي بلدية ومدينة في منطقة الحكم الذاتي وتقع في منطقة مدريد في وسط إسبانيا. تبلغ مساحة هذه المدينة 58 (كم²)، ويبلغ عدد سكانها 627 نسمة حسب إحصاء سنة 2016 م.